# Test Drive Off-Road
Test Drive Off-Road – wyścigowa gra komputerowa należąca do serii Test Drive. Wyprodukowana przez Elite Systems i wydana przez Eidos Interactive w lutym 1997. W grze do dyspozycji graczy oddano samochody terenowe, a trasy wyścigów prowadziły po bezdrożach. 

## Rozgrywka

### Tryby Gry jednoosobowej
- Practice Race: pozwala graczowi wybrać dowolny pojazd i trasę wyścigu.
- Mixed League: składa się z 6 turniejów, w których gracz może wybrać dowolny pojazd.
- Class League: gracz może wybrać pojazd we wszystkich wyścigach. Klasy pojazdów to Hummer, Jeep, Land Rover i Chevrolet.